# Ochrosia haleakalae
Ochrosia haleakalae är en oleanderväxtart som beskrevs av Harold St.John. Ochrosia haleakalae ingår i släktet Ochrosia och familjen oleanderväxter. IUCN kategoriserar arten globalt som starkt hotad. Inga underarter finns listade i Catalogue of Life.